# 安養寺 (宇都宮市)
安養寺（あんようじ、あんにょうじ）は、栃木県宇都宮市材木町にある、浄土真宗本願寺派の仏教寺院。鎌倉時代に親鸞が結んだ草庵を起源とし、短い期間ながら宇都宮県の県庁舎として用いられた歴史を持つ。宗務のみならず、ボーイスカウト・ガールスカウトの指導や幼稚園の運営も手掛けている。

## 歴史
元仁元年（1224年）、親鸞が大蛇を済度した時に下野国都賀郡国分（現・下野市国分寺）の花見ヶ岡に建立した草庵を弟子（二十四輩）の順信へ譲り、安養寺と命名したのが起源であるという寺伝がある。元和8年（1622年）に奥平忠昌が下総国古河城から宇都宮城へ入部した際に、宇都宮藩領の塩谷郡山田村（現・矢板市山田）へ移転し、寛永年間（1624年 - 1645年）に宇都宮の二里山（にりやま、現・宇都宮市塙田）へ、正保年間（1645年 - 1648年）に宇都宮城下の西端に当たる材木横町（現在地）へ移った。当時は東向きに山門があり、境内北側の丹堂薬師（たんどうやくし）は大谷磨崖仏（大谷観音）へ向かう道（大谷街道）の起点であった。
明治4年（1871年）の廃藩置県により成立した宇都宮県は、宇都宮城を県庁舎としていたが、陸軍省が城跡を兵営予定地と定めたため、明治5年6月（1872年6月）に新庁舎が完成するまでの仮庁舎として安養寺が半年間利用された。1893年（明治26年）時点で宇都宮市内に2か所しかない私営の火葬場のうちの1つを営んでいた。1908年（明治41年）に第14師団の兵営が付近に整備されることになったため安養寺の火葬場は閉鎖し、宇都宮市営の火葬場が1915年（大正4年）度に戸祭町兎田に建築された。
1925年（大正14年）に境内の中央を東西に道路が横断することになり、本堂・鐘楼を移設し、山門を南向きに変更した。これにより境内と墓地が道路で分断される形となった。また、この道路は新川を渡るため橋が架けられ、安養寺橋と名付けられた。
1991年（平成3年）、境内北側を通る大通りの拡幅工事に伴い、丹堂薬師を安養寺が所有する桜五丁目の土地へ移築した。

## 境内
境内には山門・本堂（お御堂）・鐘楼・安養寺会館がある。
本尊は阿弥陀如来で、丹堂薬師にあった薬師如来像も安置する。足利尊氏が寺社の境内での武士による乱暴を禁じる旨を記した「紙本墨書掛軸（足利尊氏書簡）」〔1957年（昭和32年）1月11日宇都宮市指定有形文化財〕を保有する。

### 墓地
安養寺の墓地は、道路（宇都宮市道1140号）を挟んで山門と向かい合っており、境内の南に位置する。
高宮雲僊の墓
高宮雲僊（たかみや うんせん、1761年 - 1826年）は、宇都宮藩主・戸田氏の家臣で、文化年間（1804年 - 1818年）に藩学の書札（書道）の師範として宇都宮へ赴任した。酒と旅を愛し、旅先の感動を書にしたためた。宇都宮では蒲生君平との親交があった。墓碑の銘は佐藤一斎の撰による。
官修墓（かんしゅうぼ）
宇都宮は戊辰戦争の戦場の1つとなり（宇都宮城の戦い）、多くの犠牲者を出した。宇都宮藩主・戸田忠友は、明治元年12月5日（1869年1月17日）に合同慰霊者を挙行し、戦死者は報恩寺、一向寺、慈光寺などに葬られた。これを官修墓といい、安養寺には土佐藩士（迅衝隊）の高橋喜佐治、宇都宮藩士の原要之助宗勝の墓がある。

山本元吉の墓（現存せず）
山本元吉は作家・山本有三の父で、宇都宮藩士から裁判所書記を経て呉服商となった。1965年（昭和40年）頃まで安養寺に墓があった。
中村知の墓碑
ボーイスカウトの指導者・中村知の墓碑がある。

## 丹堂薬師

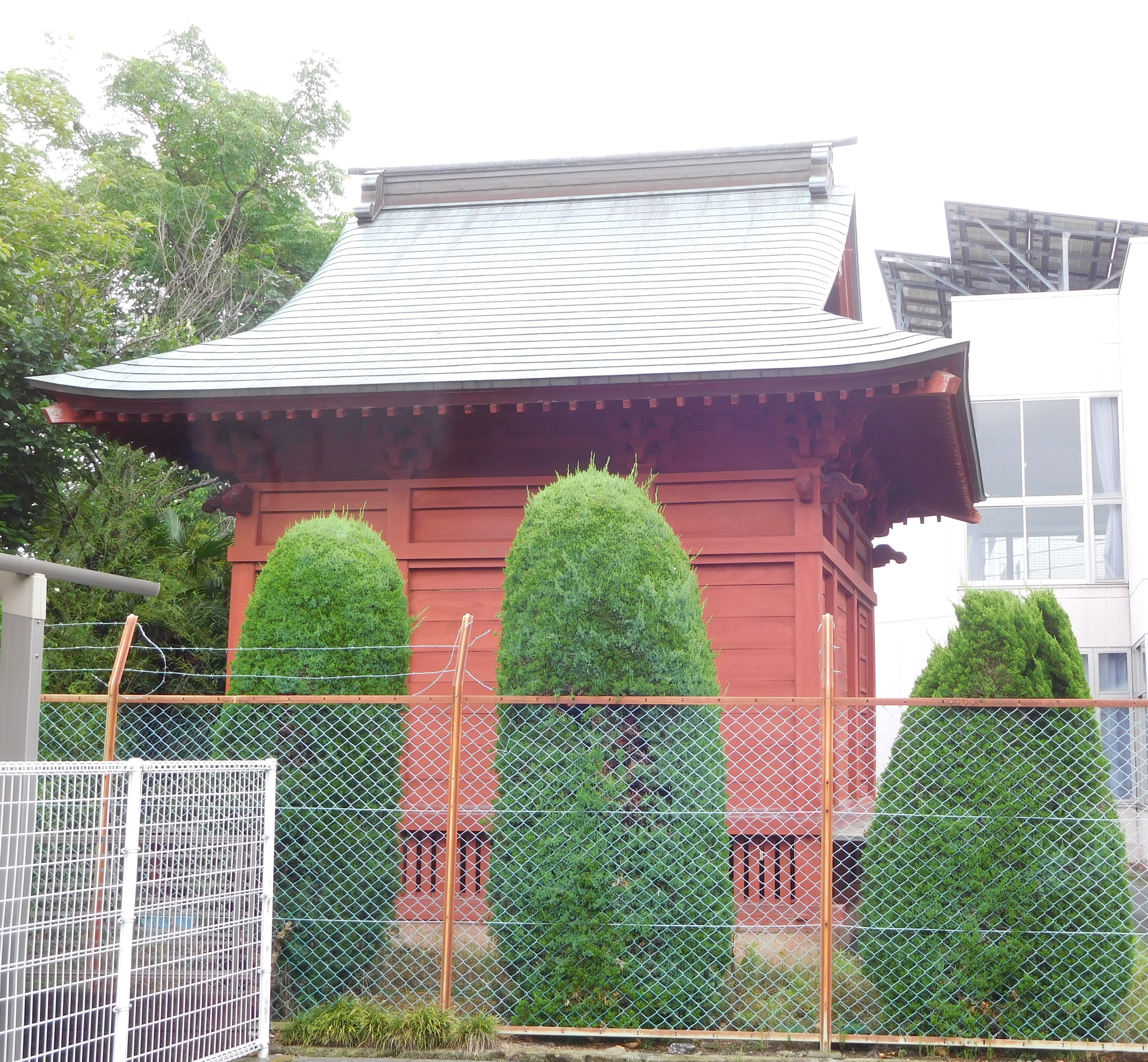
丹堂薬師

丹堂薬師（たんどうやくし）は、安養寺の附属寺院であり、宇都宮市桜五丁目にある。お堂全体が朱塗りになっていることから赤ん堂（あかんどう、丹堂/丹ん堂とも表記）の通称があり、「目の薬師」として信仰を集めた。堂内にあった薬師如来像は安養寺本堂に安置されている。
本来は材木町にあった宇都宮藩主・奥平忠昌の屋敷内に鬼門除けとして建てられたもので、忠昌の移封後に屋敷跡へ安養寺が移転し、その境内に包摂された。かつては「目の薬師」として「め」と書いた絵馬や毛髪を奉納する風習があり、4月8日に祭りが開かれていたが、信仰は明治以降に衰退し、昭和初期に地元有志が縁日を再開したものの数回で途絶えた。
1991年（平成3年）の大通り拡幅工事に伴い、取り壊しの危機に見舞われたが、桜五丁目の安養寺所有地へ移築された。補修跡が随所に見られるものの、宇都宮市では数少ない江戸時代の建築物であり、一説には宇都宮最古とされる。また随所に凝った彫刻が施されている。文化財としての指定は受けていないが、桜地域では大切なものと認識されている。
丹堂薬師と同じ敷地に、斎場・さくらホール（安養寺門信徒会館）とめぐみ幼稚園がある。

## 教育事業

### ボーイスカウトとガールスカウト
安養寺はボーイスカウト宇都宮第1団を率いており、境内の安養寺会館を拠点に活動する。小学1・2年生対象のビーバースカウトから18歳 - 25歳までのローバースカウトまでを対象とする。宇都宮第1団は自発活動、生かされている事、おかげさまの3つを理解・体得させることを育成目標として掲げる。
またガールスカウト栃木県第3団も安養寺を拠点として活動しており、ボーイスカウト宇都宮第1団と合同で活動を行う。第3団の対象はブラウニー（小学1 - 3年）からレンジャー（高校生）までである。

### めぐみ幼稚園

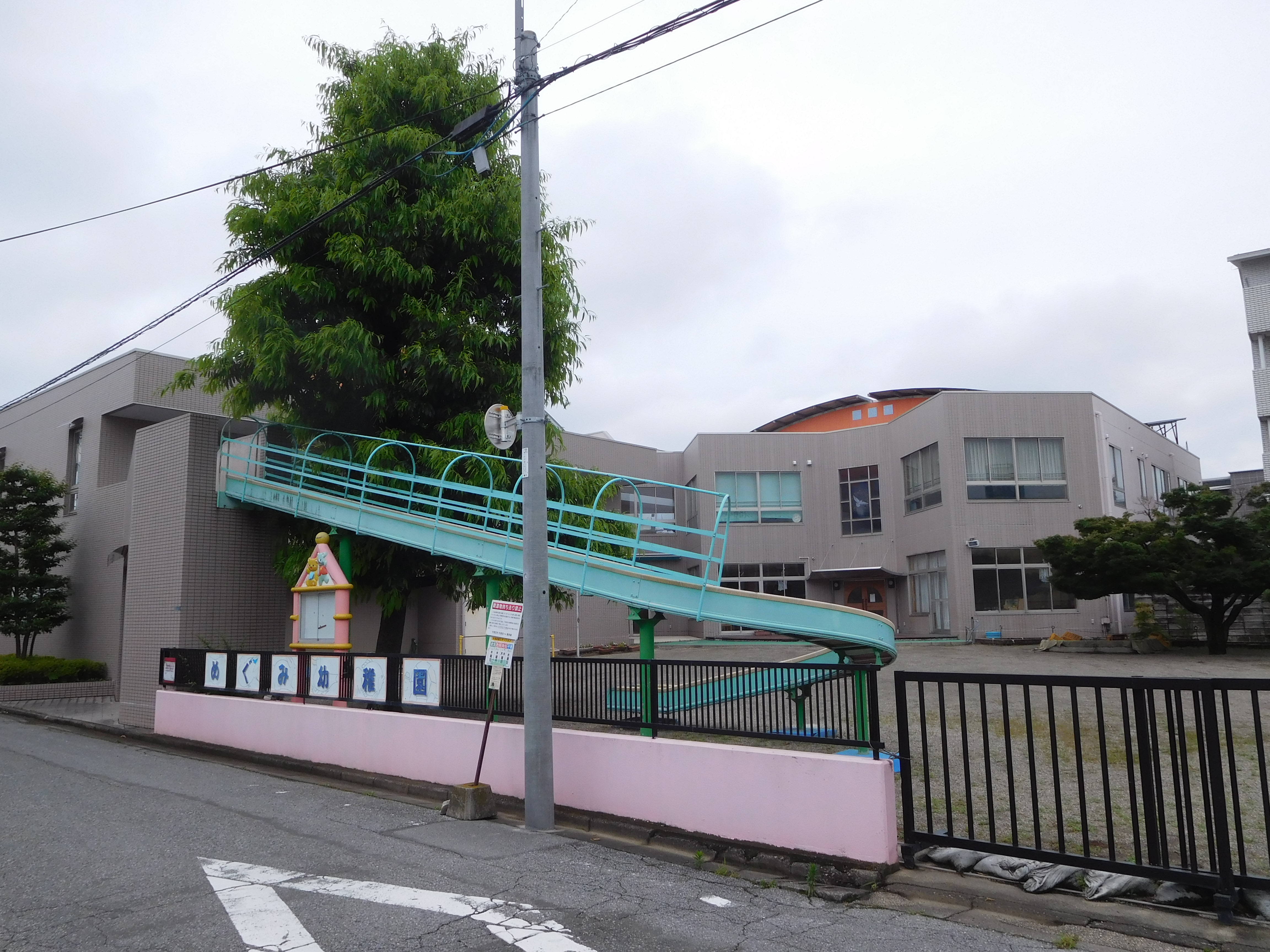
めぐみ幼稚園

めぐみ幼稚園は、宗教法人安養寺が運営する男女共学の幼稚園である。安養寺境内から離れた宇都宮市桜五丁目5番17号にある。1957年（昭和32年）4月11日認可。
考える力、やり抜く気力、思いやりの心の3つを教育目標に掲げ、幼児の個性を尊重するため少人数教育を実践している。また子育て支援として、未就園児とその親を対象とした「ちょうちょぐみ」を無料開設している。